# Antôn Hoàng Hữu Thư
Antôn Adoun Hongsaphong (tiếng Lào: ອັນຕົນ ອາດຸນ ຫົງສະພົງ, đã Latinh hoá: Anton Adun Hongsaphong; sinh ngày 4 tháng 4 năm 1964), được biết đến với tên gọi tiếng Việt là Antôn Hoàng Hữu Thư, là một giám mục người Lào gốc Việt của Giáo hội Công giáo. Ông là Đại diện Tông tòa Hạt Đại diện Tông tòa Viêng Chăn, Lào kể từ tháng 12 năm 2024. Ông còn là giám mục gốc Việt thứ hai thi hành mục vụ tại châu Á, sau tổng giám mục Antôn Weradet Chaiseri. Khẩu hiệu giám mục của ông là Chúa là nguồn ánh sáng và ơn cứu độ của tôi.

## Cuộc đời
Antôn Hoàng Hữu Thư sinh ngày 04 tháng 4 năm 1964, tại Pakxe, tỉnh Champasak, miền nam nước Lào, nguyên quán tại giáo xứ Nam Trực, giáo phận Bùi Chu, Nam Định. Ông trải qua quá trình học Triết học và Thần học tại Đại chủng viện thánh Carlo Borromeo. Adoun Hongsaphong sau đó tốt nghiệp bằng Thạc sĩ Thần học tại Viện Đại học Fribourg, Thụy Sĩ. Ngày 03 tháng 9 năm 1994, Adoun Hongsaphong thụ phong chức linh mục và trở thành thành viên của linh mục đoàn Địa phận Pakxe, miền trung nước Lào.
Linh mục Adoun Hongsaphong được gửi sang Roma học Cao học giáo luật tại Viện Giáo hoàng Đại học Thánh Tôma Aquinô từ năm 1994 đến năm 1996. Sau khi tốt nghiệp ông trở về Lào và đảm nhận chức vụ linh mục phó xứ Nhà thờ chính tòa Đức Mẹ Vô Nhiễm, giáo phận Ubon Ratchathani, Thái Lan từ năm 1997 đến 1999.
Từ năm 1999 đến năm 2005 linh mục Adoun Hongsaphong là Thẩm phán tòa án của Tổng giáo phận Thare và Nonseng, Thái Lan. Trong thời gian này ông cũng đồng thời làm linh mục chính xứ giáo xứ Thánh Gia ở Ban Nongkhu, Thái Lan. Linh mục Adoun hoạt động mục vụ ở vùng đông bắc Thái Lan, vì đây khu vực đang thiếu linh mục và chỉ cách địa phận Pakxe một con sông Mekong, đồng thời giáo dân khu này nói tiếng Lào.
Từ năm 2005, linh mục Adoun Hongsaphong được bổ nhiệm làm Giám đốc Đại chủng viện dự bị ở Pakxe. Ông đảm nhận chức vụ này trong 9 năm cho đến năm 2014 cùng đồng thời kiêm nhiệm là linh mục chính xứ của nhà thờ Chính tòa và phụ trách 12 giáo họ thuộc Địa phận đại diện Tông tòa Pakxe. Linh mục Adoun Hongsaphong trong thời gian này còn làm giảng viên phụ trách các môn giáo luật, bí tích, đại kết, dẫn nhập Thánh Kinh tại Đại chủng viện quốc gia Thakeh. Năm 2014, Linh mục Adoun Hongsaphong phụ trách mục vụ cho 11 giáo họ thuộc Địa phận Pakxe.
Sau khi chấp nhận đơn từ chức của Hồng y Luy-Maria Ling Mangkhanekhoun vì lý do tuổi tác khi ông đã 80 tuổi và phải từ nhiệm theo quy định của giáo luật, Giáo hoàng Phanxicô đã bổ nhiệm linh mục Adoun Hongsaphong làm giám mục, Đại diện Tông tòa Viêng Chăn vào ngày 23 tháng 12 năm 2024.
Vào ngày 25 tháng 3 năm 2025, thánh lễ truyền chức giám mục cho Giám mục Adoun Hongsaphong được cử hành cách trọng thể tại Nhà thờ chính tòa Thánh Tâm, thành phố Viêng Chăn. Thánh lễ có sự góp mặt của gần 20 giám mục, tổng giám mục đến từ Campuchia, Lào, Thái Lan và Việt Nam, gần 180 linh mục cùng hơn 2000 giáo dân. Sau khi được truyền chức, Giám mục Adoun đã nhấn mạnh tầm quan trọng của việc đào tạo giáo lý viên và các tông đồ giáo dân để cùng với các linh mục hiện hữu gìn giữ và lan tỏa các giá trị Kitô giáo cho cộng đồng. Ông cũng công bố quyết định tái thiết Nhà thờ chính tòa Thánh Tâm, vốn được xây dựng từ năm 1928 và hiện đang có dấu hiệu xuống cấp, nhằm đáp ứng nhu cầu của Giáo hội tại Lào.

## Tông truyền
Giám mục Adoun Hongsaphong được tấn phong giám mục năm 2025, thời Giáo hoàng Phanxicô, bởi:
- Chủ phong: Hồng y Luy-Maria Ling Mangkhanekhoun, Hồng y đẳng linh mục Vương cung thánh đường San Silvestro in Capite, nguyên Đại diện Tông tòa Hạt Đại diện Tông tòa Viêng Chăn,
- Hai giám mục phụ phong: Giám mục Gioan Maria Prida Inthirath, Giám mục Hiệu tòa Lemfocta, Đại diện Tông tòa Hạt Đại diện Tông tòa Savannakhet và Giám mục Anrê Souksavath Nouane Asa, Đại diện Tông tòa Hạt Đại diện Tông tòa Pakxe.